# Mikhaïl Rodzianko

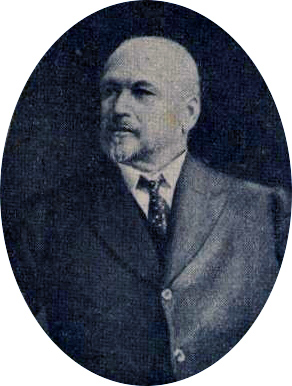
Mikhaïl Rodzianko en 1917.

Mikhaïl Vladimirovitch Rodzianko (en russe : Михаил Владимирович Родзянко ; 9 mars 1859 - 24 janvier 1924), président de la quatrième et dernière Douma, de 1912 à 1917, a été un personnage clé dans les événements qui ont abouti à l'abdication de Nicolas II, le 15 mars 1917.

## Début de carrière
D'origine noble, Rodzianko est le fils d'un propriétaire foncier du gouvernement de Iekaterinoslav. Il commence par faire carrière dans l'armée et devient officier de cavalerie.
Il s'intéresse rapidement à la politique. Plutôt conservateur, il s'allie vite aux centristes Dmitri Chipov (en) et Alexandre Goutchkov, et est l'un des membres fondateurs du mouvement octobriste, qui appuie le Manifeste du 30 octobre 1905, prélude à la Constitution octroyant, en plus d'un Parlement élu (la Douma), le droit de conscience et d'association.
En avril 1906, il présente sa candidature comme député du gouvernement de Iekaterinoslav aux élections de la première Douma mais il les perd. Il doit attendre les élections de l'automne 1907 pour être élu à la troisième Douma. Le Mouvement octobriste est majoritaire à la Chambre et Goutchkov, son chef, en est le président.
En 1911, Alexandre Goutchkov, qui s'oppose de plus en plus aux politiques de Piotr Stolypine, démissionne de la présidence, et y est remplacé par Rodzianko. Celui-ci remporte les élections de la quatrième Douma, à l'automne 1912, et il obtient sans problème la présidence de la Chambre.

## Présidence de la Douma
Sans le vouloir, Rodzianko se met rapidement à dos Nicolas II et surtout la tsarine Alexandra Fiodorovna, lorsqu'il autorise une enquête sur les agissements de Raspoutine en 1913. L'empereur ne tient aucun compte du rapport qui prouve pourtant indubitablement que le starets n'est pas le saint homme qu'il prétend être.
Au début de la Première Guerre mondiale, de nouvelles sources de désaccords surgissent entre Rodzianko et le tsar. En 1915, le président de la Douma s'oppose à ce que Nicolas II prenne le commandement suprême des armées. Il critique de plus en plus la nomination de certains ministres qu'il qualifie d'incompétents.
En 1916, il propose la nomination d'Alexandre Protopopov comme ministre du Commerce. Protopopov, député octobriste, est vice-président de la Chambre. Après quelques hésitations, Nicolas II le nomme ministre de l'Intérieur.
Rodzianko, qui apprend bientôt que Protopopov est un grand partisan de Raspoutine et que c'est grâce à lui qu'il a obtenu ce poste, le croit incapable d'assumer cette charge et proteste en vain auprès du souverain. Protopopov tente de le mettre de son côté en lui affirmant qu'il peut l'aider à obtenir les charges de premier ministre et de ministre des Affaires étrangères. Rodzianko émet des conditions qui lui sont refusées: le plein pouvoir de choisir les ministres et l'exil de l'impératrice en Crimée jusqu'à la fin de la guerre.

## Révolution de février
Les émeutes du 11 mars 1917 dans Petrograd (révolution de Février dans le calendrier julien) prennent Rodzianko complètement au dépourvu. Sa première décision est d'envoyer un télégramme à la Stavka (Quartier Général de l'État Major) de Moghilev, où se trouve Nicolas II, pour lui demander les pleins pouvoirs : "La situation est grave. La capitale est livrée à l'anarchie. Le gouvernement est paralysé. L'acheminement des denrées et du combustible est complètement désorganisé... Il faut qu'une personnalité reconnue par le pays soit chargée de former un ministère". Croyant à de l'exagération, le tsar ne tient aucun compte du message.
Le 12 mars, Rodzianko réitère ses demandes dans un second télégramme et y ajoute : "Si le mouvement gagne l'armée, l'Allemand triomphera, la Russie sombrera inéluctablement et, avec elle, la dynastie". Le tsar répond qu'il revient dans sa capitale y rétablir l'ordre et, qu'en attendant, il proroge la Douma.
Mais il est déjà trop tard. Les soldats, cantonnés à Petrograd, se mutinent et se joignent aux révolutionnaires. Le même jour, faisant fi des directives du tsar, des membres de la Douma (Rodzianko, Goutchkov, Pavel Milioukov) créent un Comité provisoire de la Douma d'Empire, dont Rodzianko est président. En même temps, des comités d'ouvriers et de soldats fondent le Soviet des députés ouvriers et des soldats, qui obtient un véritable pouvoir parallèle face au Comité.
Dès lors, Rodzianko, laissant tomber le souverain, décide d'émettre des directives visant à protéger le nouveau gouvernement. Il envoie des télégrammes aux généraux Mikhail Alekseïev, commandant suprême des armées, et Nikolaï Rouzski, commandant du Front nord, pour leur demander expressément de ne faire avancer aucune troupe vers Petrograd. Comme le tsar est maintenant à Pskov, quartier général du Front nord, il demande également à Rouzski de tout mettre en œuvre pour le persuader d'abdiquer.

## Fin de carrière
Rodzianko ne reste chef de gouvernement que deux jours. Le 15 mars, après des pourparlers serrés entre le Comité provisoire et le Soviet, on en vient à un compromis pour former le premier gouvernement provisoire. Le Soviet accepte la nomination de la plupart des ministres choisis par le Comité mais refuse le choix de Rodzianko comme premier ministre parce que jugé trop proche de l'ancien régime. Il lui préfère celui de Georges Lvov, président libéral de la Croix-Rouge des zemstvos.
Dès lors, Rodzianko se retire peu à peu de l'avant-scène, puisque la Douma d'empire est également dissoute.
En 1918, peu après la prise du pouvoir par le Parti bolchévik, il quitte Moscou pour la Crimée. Après la défaite de Wrangel, en 1920, il émigre en Yougoslavie. Ses dernières années le rendent amer car les monarchistes le tiennent responsable du renversement du régime tsariste. Il écrit ses Mémoires et meurt à Belgrade le 24 janvier 1924.
La version française est publiée chez Payot dès 1927, sous l'intitulé Le Règne de Raspoutine.